# Itame subcessaria
Itame subcessaria là một loài bướm đêm trong họ Geometridae.